# Nmai Hka
Nmai Hka  är en 480 km lång flod i norra Myanmar. Floden har sin källa i Languelaglaciären nära gränsen till Tibet. Nmai Hka flyter söderut och när den flyter ihop med floden Mali så bildas floden Irrawaddy. Nmai Hka är på grund av sina starka strömmar i stort sett ofarbar.